# Beöthy Algernon
Bessenyői és örvendi Beöthy Algernon (Nagymarjapuszta, 1839. – Felcsút, 1900. november 2.) politikus.

## Életútja
Apja Beöthy László, Beöthy Ödön (1796–1854) testvére, anyja Baranyi Cecília. Fia Beöthy Pál (1866–1921) politikus, országgyűlési képviselő.
Tanulmányait a pesti tudományegyetemen végezte, ahol 1861-ben szerezte meg jogtudományi doktori oklevelét. 1861-től Bihar vármegye szolgabírája volt, azonban az alkotmány felfüggesztését követően állásáról lemondott. 1868-69-ben Bihar vármegye főjegyzője, 1869-ben balpárti programmal Berettyóújfalu képviselőjelöltje volt. Szabadelvű párti programmal képviselte a Hosszúpályi, a Verseci és Szászsebesi választókerületet 1875 és 1884 között, majd 1884-től 1896-ig az Ugrai választókerületet. 1896-től haláláig a Belényesi választókerület országgyűlési képviselője volt. 1884 és 1891 mint az Országgyűlés jegyzője is működött.
Ideiglenes igazgatója volt a Körösszabályozó Társulatnak, valamint a New York biztosító társaság igazgatósági tagja.
Tisza Kálmán egyik leghűségesebb emberének, bohém, anekdotázó politikusnak ismerték. Feltűnik Ábrányi Kornél jellemrajzaiban és Mikszáth Kálmán is írt róla országgyűlési tudósításaiban.

## Forrás

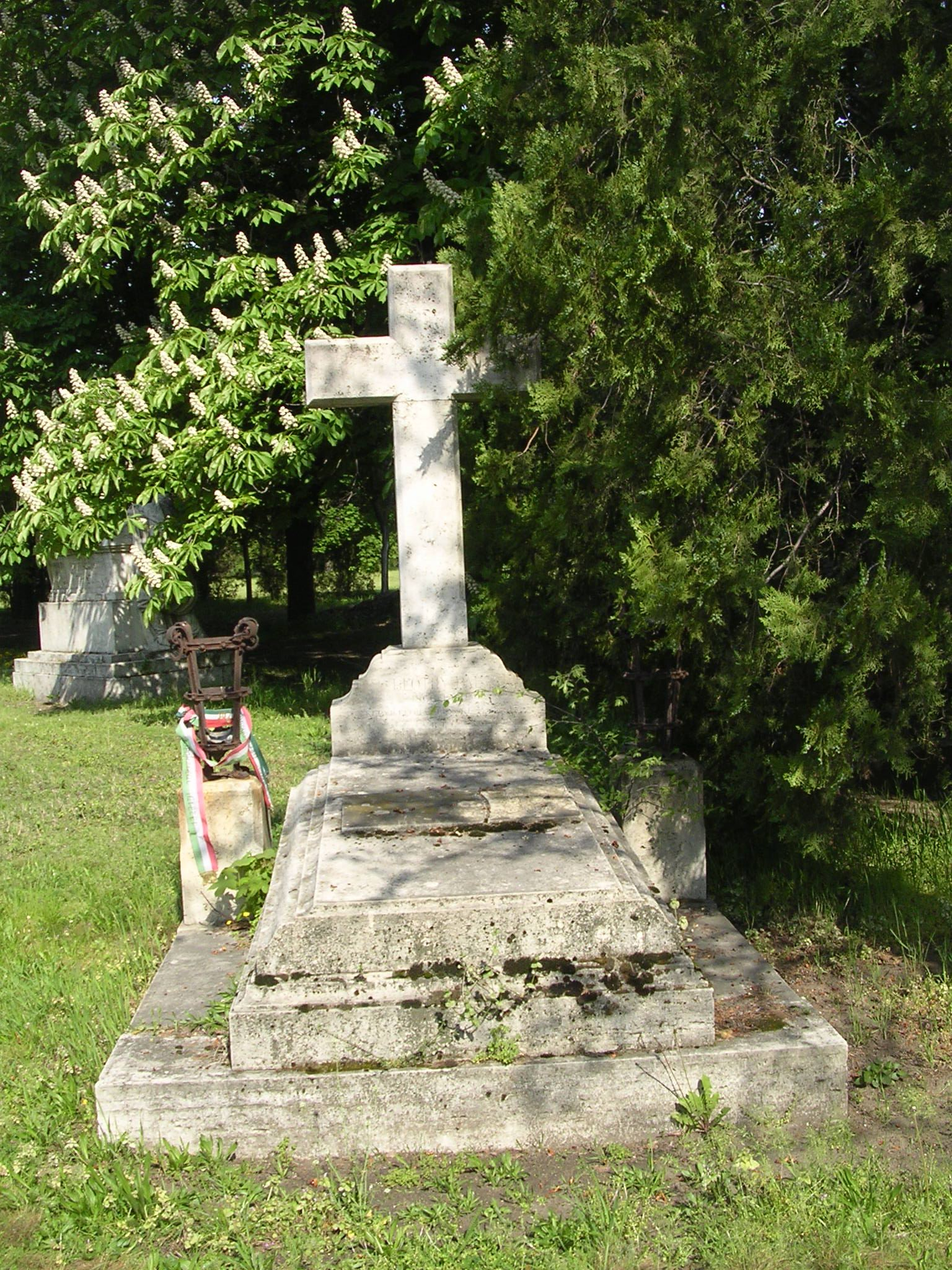
Sírja a Fiumei úti sírkertben (10/1-1-10)

- Névpont